# Brafield-on-the-Green
Brafield-on-the-Green – wieś w Anglii, w hrabstwie Northamptonshire, w dystrykcie (unitary authority) West Northamptonshire. Leży 7 km na wschód od miasta Northampton i 92 km na północny zachód od Londynu. W 2009 miejscowość liczyła 636 mieszkańców.